# Cryptoprocta spelea
El fossa gigante o fossa de las cavernas,  (Cryptoprocta spelea) es una especie extinta de mamífero carnívoro de Madagascar perteneciente a la familia Eupleridae, la cual está más cercanamente relacionada con las mangostas e incluye a todos los carnívoros malgaches. Fue descrito originalmente en 1902, y en 1935 fue reconocido como una especie distinta de su pariente más cercano, la actual fossa (Cryptoprocta ferox). C. spelea era mayor que el fossa, pero por lo demás similar. Sin embargo, no siempre han sido aceptados como taxones separados. Cuando y como se extinguió la fossa gigante es algo desconocido; existe alguna evidencia anecdótica, incluyendo reportes de fossas muy grandes, de que existe más de una especie actual.
La especie es conocida a partir de huesos subfósiles hallados en varias cavernas del norte, el sur, el occidente y el centro de Madagascar. En algunos sitios, este aparece junto a restos de C. ferox, pero no hay evidencia de que hallan vivido al mismo tiempo. Las especies actuales de carnívoros relacionados de tamaños comparables en otras regiones se las arreglan para coexistir, lo que sugiere que lo mismo puede haber ocurrido tanto con C. spelea como C. ferox. C. spelea pudo haber sido capaz de cazar animales mayores que los que puede atrapar su pariente actual, incluyendo los recientemente extintos lémures gigantes.

## Taxonomía
En 1902, Guillaume Grandidier describió restos subfósiles de carnívoros de dos cavernas de Madagascar como una "variedad" más grande del actual fossa (Cryptoprocta ferox), nombrándola C. ferox var. spelea. G. Petit en 1935, consideró en cambio que spelea representa una especie distinta. Charles Lamberton revisó tanto al actual Cryptoprocta como a los subfósiles en 1939 y estuvo de acuerdo con Petit en reconocer a dos especies, nombró a esta especie de un espécimen hallado en la Cueva Ankazoabo cerca de Itampolo. El nombre de la especie spelea significa «caverna» y le fue dado debido a la ubicación de su hallazgo. Sin embargo, Lamberton aparentemente solo tenía tres esqueletos del fossa actual, insuficientes para poder captar el grado de variación en esta especie, y algunos autores posteriores no reconocieron la separación de C. spelea y C. ferox como especies. Steven Goodman y colaboradores, usando un mayor número de ejemplares, compilaron otra colección de medidas de Cryptoprocta que fueron publicadas en un artículo en 2004. Ellos hallaron que algunos de los Cryptoprocta subfósiles se encontraban por fuera del rango de variación del actual C. ferox, y los identificaron como representantes de C. spelea. Grandidier no designó un espécimen tipo para esta especie, y para mantener a C. spelea como el nombre de la forma grande de fossa, Goodman y colaboradores designaron un ejemplar que sirviera como espécimen tipo (más exactamente, un neotipo).
Lamberton reconoció una tercera especie, Cryptoprocta antamba, basándose en una mandíbula inferior con un espacio anormalmente ancho entre el proceso condilar en su parte posterior. Él también refirió dos fémures (huesos del muslo) y una tibia (hueso de la espinilla) intermedios en tamaño entre C. spelea y C. ferox a esta especie. El nombre de la especie se refiere al "antamba", un supuesto animal del sur de Madagascar descrito por Étienne de Flacourt en 1658 como un gran y extraño carnívoro similar a un leopardo que comía humanos y ganado y vivía en áreas montañosas remotas; este pudo haber sido el fossa gigante. Goodman y colegas no pudieron localizar el material que Lamberton asignó a Cryptoprocta antamba, pero sugirieron que estaba basado en un C. spelea anormal. Juntos, el fossa y C. spelea forman el género Cryptoprocta dentro de la familia Eupleridae, que incluye a otros carnívoros malgaches como el falanouc, el fanaloka, y los Galidiinae. Estudios de secuencias de ADN sugieren que los Eupleridae forman un único grupo natural (monofilético) y están más cercanamente relacionados con las mangostas de Eurasia y África continental.

## Descripción

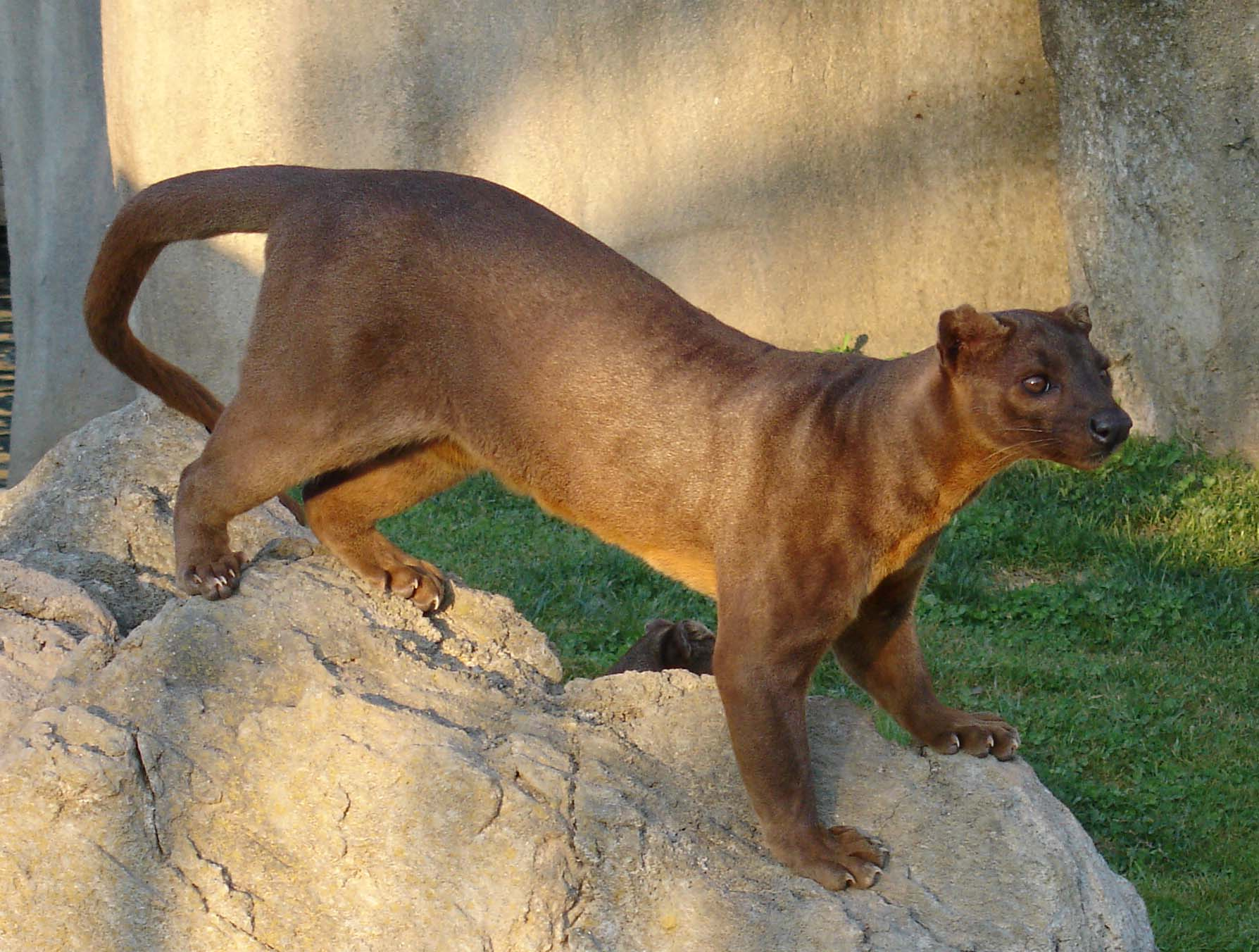
El fossa actual (Cryptoprocta ferox) un pariente menor de C. spelea que aún existe.

Aunque se han descrito algunas diferencias morfológicas entre las dos especies de fossas, estas pudieron ser alométricas (relacionadas al crecimiento corporal), y en su entrada sobre los fossa en la obra de 1986 Mammalian Species, Michael Köhncke y Klaus Leonhardt escribieron que ambos eran morfológicamente idénticos. Sin embargo, los restos de C. spelea son mayores que los de cualquier C. ferox actual. Goodman y colaboradores encontraron que las medidas del cráneo en especímenes que ellos identificaron como de C. spelea eran entre 1.07 a 1.32 veces más grandes que en un C. ferox adulto, y las medidas del esqueleto postcraneal eran de 1.19 a 1.37 veces más grandes. El único espécimen de C. spelea en el cual la longitud cóndilobasal (la medida de la longitud total del cráneo) podría ser establecida en 153.4 milímetros, comparado al rango de 114.5 a 133.3 milímetros en los adultos de C. ferox. La longitud del húmero (el hueso superior del brazo) en doce C. spelea es de 122.7 a 146.8 mm, promediando 137.9 mm, comparado a 108.5 a 127.5 mm, promediando 116.1 mm en el fossa actual. Estimados de peso para C. spelea van desde 17 kg a 20 kg, y estaba entre los mayores carnívoros terrestres de la isla. En comparación, los adultos de C. ferox pesan entre 5 kg a 10 kg

## Distribución, ecología y extinción
| Sitio                                            | spe. | fer. |
| ------------------------------------------------ | ---- | ---- |
| Ampasambazimba                                   |      | +    |
| Ankarana                                         | +    | +    |
| Ankazoabo                                        | +    |      |
| Antsirabe                                        | +    | +    |
| Behova                                           | +    | +    |
| Beloha                                           | +    | +    |
| Belo sur Mer                                     | +    | +    |
| Bemafandry                                       | +    |      |
| Betioky                                          | +    |      |
| Lakaton'ny akanga                                | +    |      |
| Lelia                                            |      | +    |
| Manombo                                          | +    | +    |
| Tsiandroina                                      | +    |      |
| Tsiravé                                          |      | +    |
| Abreviaturas: - spe.: C. spelea - fer.: C. ferox |      |      |

Cryptoprocta spelea es el único miembro extinto del orden Carnivora conocido de Madagascar; otros animales malgaches reicentemente extintos incluyen al menos 17 especies de lémures, mucho de los cuales eran mayores que las formas actuales, así como el ave elefante y los hipopótamos malgaches, entre otros. Restos subfósiles del fossa gigante han sido hallados en sitios de cuevas del Holoceno en el extremo norte de Madagascar junto a la costa occidental hasta el sur, así como en las tierras altas centrales. Algunos sitios preservan restos tanto de C. spelea como restos menores referibles a la especie actual, C. ferox; sin embargo, la carencia de un buen conocimiento estratigráfico y sin datación por radiocarbono disponible de los huesos subfósiles de Cryptoprocta es incierto si las dos especies vivieron al mismo tiempo en la misma región. La proporción de tamaño entre las dos especies está dentro del rango de proporciones visto entre los félidos y mangostas actuales encontrados en las mismas áreas, lo que sugiere que las dos especies pueden haber coexistido.
Con su mayor tamaño y grandes mandíbulas y dientes, C. spelea era un formidable depredador, "similar a un puma" y aparte de los lemúridos pequeños, puede haber devorado a algunos de los ahora extintos lémures subfósiles de gran tamaño que pudieron haber sido demasiado grandes para C. ferox. No existe evidencial subfósil para demostrar definitivamente que estos lémures eran sus presas; esta idea se basa en la dieta del fossa actual. Otras posibles presas son los tenrecs, eupléridos de menor tamaño, e incluso hipopótamos malgaches jóvenes. Su extinción puede haber cambiado las dinámicas de depredación en Madagascar.
La Lista Roja de la UICN actualmente clasifica a C. spelea como una especie extinta; se desconoce cuándo y porqué se extinguió. Sin embargo, la población local de Madagascar frecuentemente reconoce dos formas de fossa, el fosa mainty (o "Cryptoprocta negro") y el menor fosa mena (o "Cryptoprocta rojizo"). Hay algunos registros anecdóticos de fossas vivos muy grandes, de unos 2 metros de largo y 30 kg de peso en Morondava. Goodman y colegas sugirieron que más investigación podría demostrar que allí existe más de una especie de fossa.